# فيتزروي كارينغتون
فيتزروي كارينغتون (بالإنجليزية: Fitzroy Carrington)‏ هو أمين متحف وصحفي أمريكي، ولد في 1869 في بيلمونت في الولايات المتحدة، وتوفي في 1954.